# Jane Widdop
Jane Widdop (* 23. April 2002 in Memphis, Tennessee) besitzt die US-amerikanische Staatsangehörigkeit und ist schauspielerisch tätig.

## Leben und Karriere
Jane Widdop wurde 2002 in Memphis, Tennessee geboren und innerhalb der Episkopalkirche der Vereinigten Staaten großgezogen. Zur Familie gehören eine ältere Schwester und ein älterer Bruder, der Widdop im Kindesalter zur Schauspielerei brachte. Im Alter von neun Jahren zog Widdop mit Mutter und Bruder nach Los Angeles, um einer Schauspielkarriere nachzugehen.
Es folgte ein erster Auftritt in einem Musikvideo der Countrysängerin Jessica Harp, ehe Widdop Gastrollen in Fernsehserien wie 2 Broke Girls, Murder in the First und Speechless erhielt. Größere Bekanntheit verschaffte die Rolle der Laura Lee in der Mysteryserie Yellowjackets, während Widdop parallel dazu in den B-Movies Jessica Darling’s It List (2016), Deadly Daughter Switch (2020) und Taken in L.A. – Verkaufte Unschuld (2020) erste Filmerfahrungen sammelte. Im Jahr 2023 übernahm Widdop in der Horrorkomödie It’s a Wonderful Knife eine erste größere Hauptrolle.
Widdop identifiziert sich als nichtbinär.

## Filmografie
- 2011: Sound of My Voice
- 2011: 2 Broke Girls (Fernsehserie, Folge 1x10)
- 2013: Bloodline (Fernsehfilm)
- 2015: Murder in the First (Fernsehserie, Folge 2x07)
- 2016: Making Moves (Fernsehserie, 5 Folgen)
- 2016: Jessica Darling’s It List
- 2016: The Kicks (Fernsehserie, 6 Folgen)
- 2017: Speechless (Fernsehserie, Folge 1x17)
- 2018: Fresh Off the Boat (Fernsehserie, Folge 4x11)
- 2020: Deadly Daughter Switch
- 2020: Taken in L.A. – Verkaufte Unschuld (Angie: Lost Girls)
- 2021–2023: Yellowjackets (Fernsehserie, 12 Folgen)
- 2023: Truth Be Told – Der Wahrheit auf der Spur (Truth Be Told, Fernsehserie, 3 Folgen)
- 2023: It’s a Wonderful Knife
- 2024: Tanning Zone
- 2025: Grey’s Anatomy (Fernsehserie, Folge 21x11)